# Marcel Bugain
Marcel Bugain, né le 22 février 1898 à Guise (Aisne) et mort le 22 novembre 1949 à Saint-Quentin (Aisne), est un syndicaliste, homme politique socialiste et résistant français.

## Biographie
Fils d'un ouvrier habitant au familistère de Guise, Marcel Bugain poursuit ses études après la Première Guerre mondiale pendant laquelle il est mobilisé.
Devenu instituteur, puis directeur de l'école de plein air de Saint-Quentin, il s'engage dans l'action syndicale, devenant secrétaire de la section départementale du SNI en 1929, fonction qu'il occupe pendant dix ans.
Membre de la SFIO, il est élu conseiller d'arrondissement en 1938, puis député de l'Aisne à l'occasion d'une partielle organisée en janvier 1939 à la suite du décès de Fernand Hollande.
Mobilisé en 1939, il ne peut pas prendre part au vote sur les pleins pouvoirs au Maréchal Pétain.
Pendant l'occupation, il reprend son poste d'instituteur, tout en animant un groupe de résistants à Saint-Quentin. Muté d'office à Sedan, où il s'engage de même dans la résistance, au sein d'un groupe affilié au réseau Lorraine et à l'organisation civile et militaire.
En août 1944, il est arrêté par la Gestapo, et emprisonné quelques semaines, libéré par les troupes américaines.
Après la Libération, il est battu aux élections législatives de 1945 et 1946, mais est élu maire de Saint-Quentin en 1947.
Il décède en cours de mandat en 1949.

## Sources
- « Marcel Bugain », dans le Dictionnaire des parlementaires français (1889-1940), sous la direction de Jean Jolly, PUF, 1960 [détail de l’édition]
- Dictionnaire biographique du mouvement ouvrier, mouvement social, notice de Claude Pennetier, Justinien Raymond, Tony Legendre et Frédéric Stévenot